# 박재웅
박재웅(1983년 1월 9일 ~ )은 대한민국의 배우이다.

## 학력
- 청주대학교 연극영화학과 중퇴

## 출연작

### 드라마
- 《야인시대》 (2002년, SBS) - 청년 황병관 역 (야인시대 1부)
- 《막상막하》 (2002년, MBC)
- 《개와늑대의시간》 (2007년, MBC)
- 《스포트라이트》 (2008년, MBC)
- 《돌아온 일지매》 (2009년, MBC)
- 《혼》 (2009년, MBC)
- 《별순검 3》 (2010년, MBC DRAMA)
- 《드라마 스페셜 - 텍사스 안타》 (2010년, KBS2)
- 《드림하이》 (2011년, KBS2)
- 《대왕의 꿈》 (2012년, KBS1)
- 《일편단심 민들레》 (2014년, KBS2)
- 《너를 기억해》 (2015년, KBS2) - 도재식 역
- 《라스트》 (2015년, JTBC) - 떡대 역
- 《그 여자의 바다》 (2017년, KBS2)
- 《인형의 집》 (2018년, KBS2) - 나진범 역
- 《시간이 멈추는 그때》 (2018년, KBS W)

### 영화
- 《복수는 나의 것》 (2002년) - 사내 2 역
- 《일단 뛰어》 (2002년)
- 《연애소설》 (2002년)
- 《2424》 (2002년)
- 《올드보이》 (2003년)
- 《그녀를 믿지 마세요》 (2004년)
- 《어린 신부》 (2004년)
- 《야수》 (2006년)
- 《다세포 소녀》 (2006년)
- 《펀치 레이디》 (2007년)
- 《색즉시공 시즌 2》 (2007년)
- 《작전》 (2009년)
- 《아이들...》 (2011년)
- 《블라인드》 (2011년)
- 《무서운 이야기》 (2012년)
- 《타워》 (2012년) - 엘리베이터 경비원 역
- 《고양이 소녀》 (2013년) - 재웅 역
- 《올레》 (2016년) - 근육맨 역
- 《브이아이피》 (2017년) - 형사 3 역

### 연극
- 《아유크레이지》 (2010년) - 진부한 박사 役
- 《뉴 보잉보잉》 (2011년) - 순성 役